# 佐野裕志
佐野 裕志（さの ひろゆき）は、日本の法学者。専門は、民事訴訟法・法情報学等。鹿児島大学教授を経て、専修大学大学院法務研究科長・教授。元法務省司法試験考査委員。

## 人物・経歴
愛知県立時習館高等学校を経て、1976年一橋大学法学部卒業。1978年一橋大学大学院法学研究科修士課程修了、法学修士。1981年一橋大学大学院法学研究科博士課程単位取得。指導教官は竹下守夫。
1981年鹿児島大学法文学部講師。1982年同助教授。文部省在外研究員としてフライブルク大学に留学後、1987年鹿児島大学法文学部教授及び鹿児島地方裁判所民事調停委員に就任。再び文部省在外研究員としてフライブルク大学に留学後、2003年から鹿児島家庭裁判所家事調停委員兼務。2004年鹿児島大学大学院司法政策研究科副研究科長・教授。
2007年から専修大学大学院法務研究科教授を務め、2009年に加わった野村秀敏教授とともに、同研究科の民事訴訟法教育の立て直しにあたった。2011年度から2015年度まで法務省司法試験考査委員。2016年専修大学大学院法務研究科長。

## 著作

### 著書
- 『多数当事者紛争における民事訴訟の機能の再検討』鹿児島大学 1994年
- 『交通不便地における裁判機関配置の適地性の研究』鹿児島大学 1997年
- 『多数当事者紛争と民事紛争処理制度』鹿児島大学 2002年

### 訳書
- ペーター・ギレス『民事司法システムの将来 : 憲法化・国際化・電子化』（共訳）中央大学出版部 2005年